# مكتبة الكونغرس
مكتبة الكونغرس (بالإنجليزية: Library of Congress)‏ تعرف اختصاراً LOC هي مكتبة الأبحاث والتي تخص رسمياً كونغرس الولايات المتحدة وهي المكتبة الوطنية للولايات المتحدة بحكم الأمر الواقع. وهي أقدم مؤسسة ثقافية اتحادية في الولايات المتحدة. تقع المكتبة في ثلاثة مبان في كابيتول هيل في واشنطن دي سي. كما أنها تحتفظ بالمركز الوطني للمحافظة على السمعيات والبصريات في كولبيبر بولاية فيرجينيا. يشرف أمين مكتبة الكونغرس على وظائف المكتبة، ويحافظ مهندس مبنى الكابيتول على مبانيها. تعد مكتبة الكونجرس من أكبر المكتبات في العالم. «مجموعاتها عالمية ولا تقتصر على الموضوع أو التنسيق أو الحدود الوطنية، وتتضمن مواد بحثية من جميع أنحاء العالم وبأكثر من 450 لغة.»
انتقل الكونجرس إلى واشنطن العاصمة في عام 1800 بعد التنقل لمدة 11 عامًا في العواصم الوطنية المؤقتة في مدينة نيويورك وفيلادلفيا. تم وضع مكتبة الكونجرس الصغيرة في مبنى الكابيتول في الولايات المتحدة لمعظم القرن التاسع عشر حتى أوائل تسعينيات القرن التاسع عشر. تم تدمير معظم المجموعة الأصلية من قبل البريطانيين في عام 1814 خلال حرب عام 1812، وسعت المكتبة إلى استعادة مجموعتها في عام 1815. اشتروا مجموعة توماس جيفرسون الشخصية الكاملة من 6487 كتابًا. بعد فترة من النمو البطيء، ضرب حريق آخر المكتبة في غرف الكابيتول في عام 1851، مما أدى إلى تدمير كمية كبيرة من المجموعة، بما في ذلك العديد من كتب جيفرسون. بعد الحرب الأهلية الأمريكية، نمت مكتبة الكونغرس بسرعة من حيث الحجم والأهمية، مما أثار حملة لشراء نسخ بديلة للمجلدات التي تم حرقها. حصلت المكتبة على حق نقل جميع الأعمال المحمية بحقوق النشر لإيداع نسختين من الكتب والخرائط والرسوم التوضيحية والرسوم البيانية المطبوعة في الولايات المتحدة. كما بدأت في بناء مجموعاتها، وتوج تطورها بين عامي 1888 و 1894 بتشييد مبنى مكتبة واسع منفصل عبر الشارع من مبنى الكابيتول.
تتمثل المهمة الأساسية للمكتبة في البحث عن الاستفسارات التي يقوم بها أعضاء الكونغرس، والتي تتم من خلال خدمة أبحاث الكونغرس. المكتبة مفتوحة للجمهور، على الرغم من أنه يمكن فقط للمسؤولين الحكوميين رفيعي المستوى وموظفي المكتبة الاطلاع على الكتب والمواد.

## التاريخ

### 1800-1851: نشأة المكتبة ومساهمة جيفرسون
يرجع الفضل إلى جيمس ماديسون في فكرة إنشاء مكتبة للكونجرس، حيث قدم لأول مرة مثل هذا الاقتراح في عام 1783. تأسست مكتبة الكونغرس في وقت لاحق في 24 أبريل 1800 عندما وقع الرئيس جون آدمز على قانون من الكونغرس ينص على نقل مقر الحكومة من فيلادلفيا إلى العاصمة الجديدة واشنطن. خصص جزء من التشريع 5000 دولار «لشراء الكتب التي قد تكون ضرورية لاستخدام الكونغرس... ولتجهيز شقة مناسبة لاحتواءها». تم طلب الكتب من لندن، وتألفت المجموعة من 740 كتابًا وثلاث خرائط تم تخزينها في مبنى الكابيتول الجديد بالولايات المتحدة.
لعب الرئيس توماس جيفرسون دورًا مهمًا في إنشاء هيكل مكتبة الكونغرس. في 26 يناير 1802، وقع على مشروع قانون يسمح للرئيس بتعيين أمين مكتبة الكونغرس وإنشاء لجنة مشتركة في المكتبة لتنظيمه والإشراف عليه. كما منح القانون الجديد امتيازات الاقتراض للرئيس ونائب الرئيس.
أحرق الجيش البريطاني الغازي واشنطن في أغسطس 1814 خلال حرب عام 1812 ودمر مكتبة الكونجرس ومجموعة من 3000 مجلد. تركت هذه المجلدات في جناح مجلس الشيوخ في مبنى الكابيتول. كان أحد مجلدات الكونجرس القليلة الباقية على قيد الحياة هو دفتر حسابات الحكومة للإيصالات والنفقات لعام 1810. تم أخذها كتذكار من قبل الأدميرال البريطاني جورج كوكبورن، الذي أعادته عائلته إلى حكومة الولايات المتحدة في عام 1940.
في غضون شهر، عرض توماس جيفرسون بيع مكتبته الشخصية كبديل. قبل الكونجرس عرضه في يناير 1815، حيث خصص 23,950 دولارًا لشراء كتبه البالغ عددها 6487 كتابًا. عارض بعض أعضاء مجلس النواب عملية الشراء الصريحة، بما في ذلك النائب عن ولاية نيو هامبشير دانييل ويبستر الذي أراد إرجاع «جميع الكتب ذات الميول الإلحادية وغير الدينية وغير الأخلاقية». أمضى جيفرسون 50 عامًا في تجميع مجموعة متنوعة من الكتب في عدة لغات وفي مواضيع مثل الفلسفة والتاريخ والقانون والدين والهندسة المعمارية والسفر والعلوم الطبيعية والرياضيات ودراسات اليونان وروما الكلاسيكية والاختراعات الحديثة وبالونات الهواء الساخن والموسيقى والغواصات والحفريات والزراعة والأرصاد الجوية. وقد جمع أيضًا كتبًا حول مواضيع لا يُنظر إليها عادةً كجزء من مكتبة تشريعية، مثل كتب الطبخ. ومع ذلك، كان يعتقد أن جميع المواد الدراسية لها مكان في مكتبة الكونغرس. قال جيفرسون في ذلك:
لا أعرف أن المكتبة تحتوي على أي فرع من العلوم قد يرغب الكونغرس في استبعاده من مجموعته؛ في الواقع، لا يوجد موضوع قد لا تتاح لعضو الكونغرس فرصة الرجوع إليه.
كانت مجموعة جيفرسون فريدة من نوعها من حيث أنها كانت مجموعة عمل لباحث وليس مجموعة للعرض فقط.مع إضافة مجموعته، تحولت مكتبة الكونغرس من مكتبة متخصصة إلى مكتبة أكثر عمومية. تم تنظيم مجموعته الأصلية في مخطط قائم على تنظيم فرانسيس بيكون للمعرفة. على وجه التحديد، قام بتجميع كتبه في الذاكرة والعقل والخيال، والتي قسمت إلى 44 قسمًا فرعيًا آخر. اتبعت المكتبة مخطط تنظيم جيفرسون حتى أواخر القرن التاسع عشر، عندما بدأ أمين المكتبة هربرت بوتنام العمل على هيكل تصنيف أكثر مرونة لمكتبة الكونجرس والذي يعتمد الآن لأكثر من 138 مليون عنصرفي المكتبة.
في عام 1851، دمر حريق ثلثي مجموعة جيفرسون، مع 2000 كتاب فقط متبقية. بحلول عام 2008، وجد القائمين على مكتبة الكونجرس بدائل لجميع الأعمال في مجموعة جيفرسون التي دمرت في الحريق باستثناء 300 من الأعمال الموجودة في مجموعة جيفرسون الأصلية.

## ماذا تضم المكتبة
تعد مكتبة الكونغرس الحالية مصدرًا عالميًا لا مثيل له. بمجموع أكثر من 170 مليون مادة تحتوي على أكثر من 39 مليون كتاب مفهرس ومواد مطبوعة أخرى بـ 470 لغة؛ أكثر من 73 مليون مخطوطة؛ أكبر مجموعة كتب نادرة في أمريكا الشمالية؛ وأكبر مجموعة في العالم من المواد القانونية والأفلام والخرائط والنوتات الموسيقية والتسجيلات الصوتية.

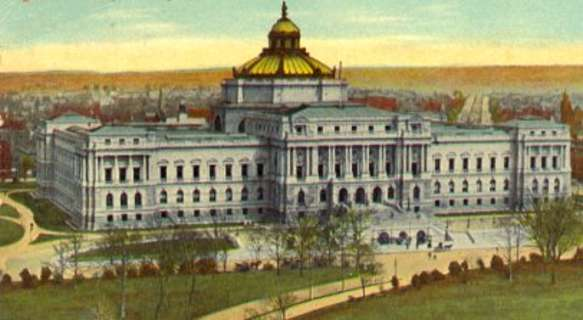
مبنى مكتبة الكونغرس الأمريكي بداية القرن العشرين

الرئيس الحالي للمكتبة تم تعيينه من قبل الرئيس السابق باراك أوباما وهي كارلا هايدن عام 2016 وهي الرئيس رقم 14 للمكتبة.

## التعاون بين مكتبة الإسكندرية ومكتبة الكونغرس وتأسيس أكبر مكتبة رقمية
لعبت مكتبة الإسكندرية دورا محوريا في تأسيس أكبر مكتبة رقمية عالمية، والتي أطلقتها من باريس منظمة اليونسكو بالتعاون مع مكتبة الكونغرس وجهات علمية أخرى.. تتيح المكتبة لمستخدميها الاطلاع علي كنوز العالم المعرفية عبر الأرشيف الإلكتروني الذي يتضمن مقتنيات أكثر من30 مؤسسة عالمية.
وقد صرح الدكتور إسماعيل سراج الدين، مدير مكتبة الإسكندرية، أن مكتبة الإسكندرية تعدّ رائدة في رقمنة الكنوز الثقافية في العالم العربي، وقد أسهمت المكتبة بإضافة كتاب وصف مصر للمكتبة الرقمية العالمية، والذي يرجع تاريخه إلى حملة نابليون بونابرت علي مصر عام 1798، والذي تم تحويله إلى صورة رقمية بمعرفة مكتبة الإسكندرية عام 2007.
وقد أشارت الدكتورة نهى عدلي ـ مدير إدارة تكنولوجيا المعلومات والاتصالات والمعهد الدولي للدراسات المعلوماتية بالمكتبة ـ إلى أن تدشين المكتبة الرقمية العالمية تم في إطار المفهوم العالمي الجديد للمكتبات، وامتدادا للاتجاه العالمي نحو إتاحة المعرفة للجميع وأن الموقع الإلكتروني للمكتبة الرقمية يضم أعظم الأعمال التي وردت في تاريخ البشرية، بالإضافة إلى الوثائق والمخطوطات النادرة والمواد الفريدة الأخرى من الشرق والغرب لتشمل الثقافات المتعددة في العالم كله، وأوضحت بأن هذا المشروع يهدف إلى تضييق الفجوة الواسعة بين الثقافات والشعوب وتعزيز التفاهم الدولي من خلال التواصل الثقافي والمعرفي عبر الإنترنت.. لغة العصر.
كما اعتبر جيمس بيلينجتون مدير مكتبة الكونغرس أن إطلاق المكتبة سبيل لتحفيز الناس علي التفكير في تفاعل الثقافات، وهو ما نأمل أن يعزز التفاهم والرغبة بالاطلاع علي المنجزات الثقافية علي الصعيد الإنساني وقد أسهمت العديد من الجهات في المكتبة الرقمية العالمية منها مكتبة الكونغرس ودار الكتب والمحفوظات المصرية]، بالإضافة إلى جهات ثقافية ومكتبات من بريطانيا، وفرنسا، وروسيا، والبرازيل، والصين، ويتيح الأرشيف الإلكتروني الضخم للمكتبة لمستخدميه الوصول إلى مخطوطات ووثائق تاريخية وخرائط ومطبوعات وأرشيف موسيقي، وآخر للصور وملفات بسبع لغات هي اللغات المستخدمة في الأمم المتحدة، ومن الوثائق الأمريكية التي توفرها المكتبة.. إعلان الاستقلال والدستور الأمريكي وصور الحرب الأهلية وإعلان إلغاء العبودية إضافة إلى وثائق الهجرة والتجنس لمشاهير أمريكيين.
وتأمل منظمة اليونسكو أن تسهم هذه المكتبة في إرساء الاهتمام بالثقافات الأخرى ومد جسور أكثر بين الشعوب وتقريبها من بعضها وتقليص الفجوة بين الأغنياء والفقراء عن طريق تسخير ثورة المعلومات والاتصالات لخدمة الإنسانية

## وصلات خارجية
- مكتبة الكونغرس على موقع الموسوعة البريطانية (الإنجليزية)